# Sedum pulvinatum
Sedum pulvinatum là một loài thực vật có hoa trong họ Crassulaceae. Loài này được R.T. Clausen miêu tả khoa học đầu tiên.